# Витамины
Витами́ны (от лат. vita «жизнь» + амин) — группа органических соединений разнообразной химической природы, объединённая по признаку их абсолютной необходимости для гетеротрофного организма в качестве составной части пищи (в общем случае — из окружающей среды). Автотрофные организмы также нуждаются в витаминах, получая их либо путём синтеза, либо из окружающей среды. Так, витамины входят в состав питательных сред для выращивания организмов фитопланктона. Большинство витаминов являются коферментами или их предшественниками.
Витамины содержатся в пище в очень небольших количествах и поэтому относятся к микронутриентам наряду с микроэлементами. К витаминам не относят не только микроэлементы, но и незаменимые аминокислоты и незаменимые жиры.
Из-за отсутствия точного определения к витаминам в разное время причисляли разное количество веществ. На середину 2018 года известно 13 витаминов.

## Общие сведения

### Функции в организме
Витамины выполняют каталитическую функцию в составе активных центров разнообразных ферментов, а также могут участвовать в гуморальной регуляции в качестве экзогенных прогормонов и гормонов. Несмотря на исключительную важность витаминов в обмене веществ, они не являются ни источником энергии для организма (не обладают калорийностью), ни структурными компонентами тканей. У каждого организма есть особые потребности в витаминах: молекула может быть витамином для одного вида, но не являться витамином для другого вида. Например, витамин C необходим приматам, но не большинству других млекопитающих.
Концентрация витаминов в тканях и суточная потребность в них невелики, но при недостаточном поступлении витаминов в организме наступают характерные и опасные патологические изменения (заболевания), например цинга и пеллагра.
С нарушением поступления витаминов в организм связаны 3 принципиальных патологических состояния: отсутствие витамина — авитаминоз, недостаток витамина — гиповитаминоз, избыток витамина — гипервитаминоз.

### Синтез в организме
Большинство витаминов не синтезируются в организме человека и полностью должны поступать с пищей. Меньшинство составляют синтезируемые в организме: витамин D, который образуется в коже человека под действием ультрафиолетового света; витамин A, который может синтезироваться из предшественников, поступающих в организм с пищей; и одна из форм витамина B3 — ниацин, предшественником которого является аминокислота триптофан. Кроме того, витамины K и B7 обычно синтезируются в достаточных количествах симбиотической бактериальной микрофлорой толстой кишки человека.

### Классификация
В биологической науке нет строгого определения витаминов, есть только необходимые признаки для причисления вещества к витаминам. Вещество, соответствующее следующим четырём признакам, может быть признано витамином:
1. Органическое вещество;
2. Жизненно необходимое вещество, без которого развивается клиническая картина заболевания;
3. Организм не производит вещество в нужном количестве или не производит вообще;
4. Вещество требуется в минимальных количествах (для человека — менее 0,1 г в сутки, например, самая большая суточная рекомендованная доза у витамина C, и она равна 90 мг).

На 2012 год научным сообществом 13 веществ признано витаминами для человека. Ещё несколько веществ находились на рассмотрении, но к 2018 году в списке витаминов их также 13. Однако в школьных учебниках указано существенно большее число витаминов — до 80, например, в учебнике 2014 года написано про 20 витаминов.
Исходя из растворимости, витамины делят на жирорастворимые — A, D, E, K, и водорастворимые — C и витамины группы B. Водорастворимые витамины легко растворяются в воде и, как правило, легко выводятся из организма, в такой степени, что выделение мочи является сильным предиктором потребления витаминов. Поскольку они не так легко хранятся, важно более постоянное потребление. Жирорастворимые витамины всасываются через кишечный тракт с помощью липидов (жиров). Витамины A и D могут накапливаться в организме, что может привести к опасному гипервитаминозу. Дефицит жирорастворимых витаминов из-за нарушения всасывания имеет особое значение при муковисцидозе.

## Потребление

### Недостаточное потребление
Запасы различных витаминов в организме сильно различаются; витамины A, D и B12 хранятся в значительных количествах, в основном в печени, и в рационе взрослого человека может быть дефицит витаминов A и D в течение многих месяцев, а B12 в некоторых случаях в течение многих лет, прежде чем разовьётся состояние дефицита. Однако Витамин B3 (ниацин и ниацинамид) не хранится в значительных количествах, поэтому запасов может хватить всего на пару недель. Для витамина C время появления первых симптомов цинги в экспериментальных исследованиях с полным лишением витамина C у людей варьировалась в широких пределах — от месяца до более чем шести месяцев, в зависимости от предыдущей истории питания, которая определяла начальные запасы витамина C.

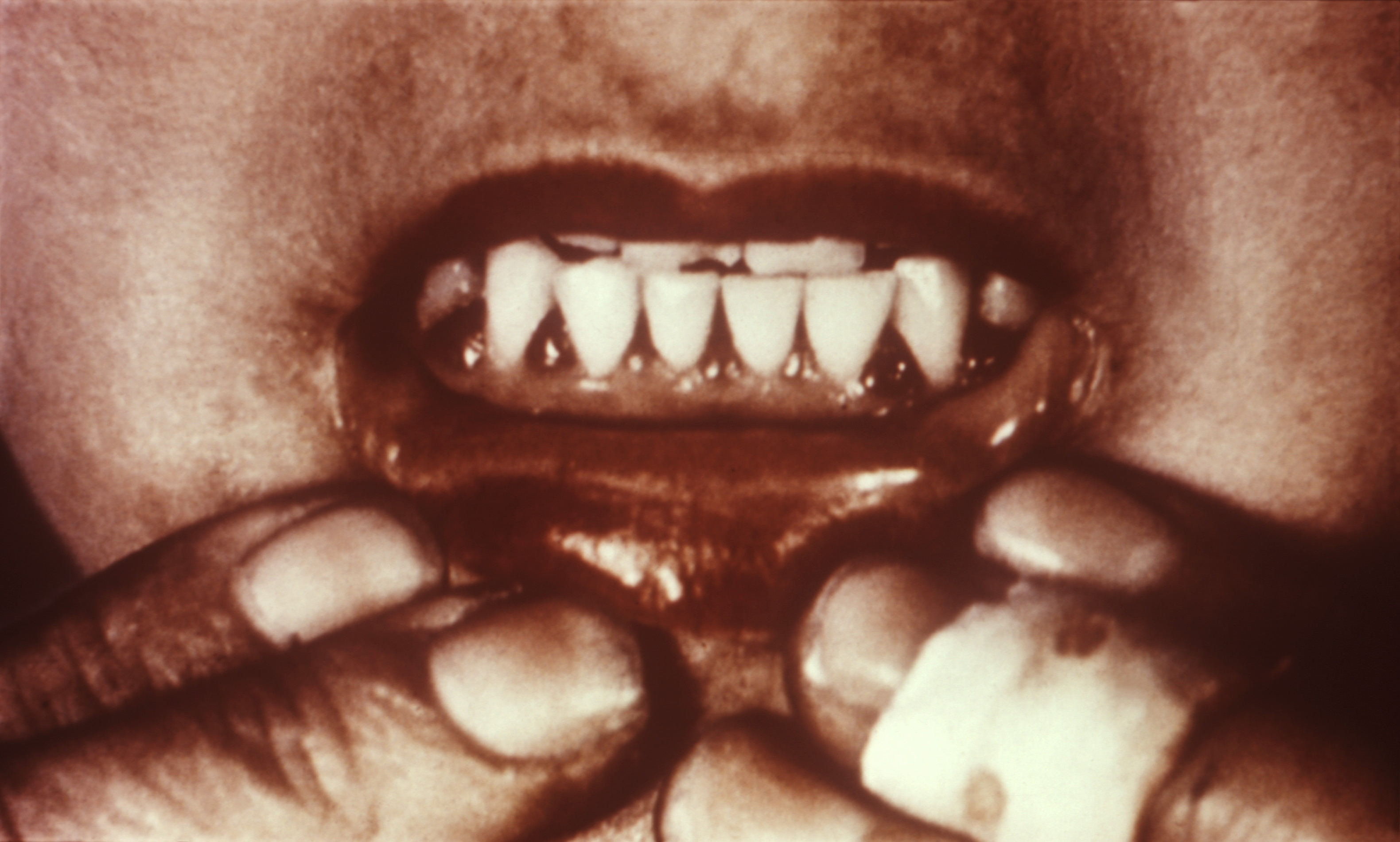
Поражение дёсен от цинги при дефиците витамина C

Дефицит витаминов классифицируется как первичный или вторичный. Первичный дефицит возникает, когда организм не получает достаточного количества витамина с пищей. Вторичный дефицит может быть вызван основным заболеванием, которое препятствует или ограничивает усвоение или использование витамина, из-за «фактора образа жизни», такого как курение, чрезмерное употребление алкоголя или приём лекарств, которые препятствуют усвоению или использованию витамина. У людей, придерживающихся разнообразной диеты, вряд ли разовьётся серьёзный первичный дефицит витаминов, но они могут потреблять меньше рекомендованного количества; национальное исследование продуктов питания и пищевых добавок, проведённое в США в 2003—2006 годах, показало, что более 90 % людей, которые не употребляли витаминные добавки, имели недостаточный уровень некоторых основных витаминов, в частности витаминов D и E.
Хорошо изученный дефицит витаминов у человека связан с тиамином (бери-бери), ниацином (пеллагра), витамином C (цинга), фолиевой кислотой (дефекты нервной трубки) и витамином D (рахит). В большей части развитого мира эти дефициты встречаются редко из-за достаточного количества пищи и добавления витаминов в обычные продукты. В дополнение к этим классическим заболеваниям, связанным с дефицитом витаминов, некоторые данные также указывают на связь между дефицитом витаминов и рядом различных расстройств.

### Избыточное потребление
У некоторых витаминов зафиксирована острая или хроническая токсичность при больших дозах, которая называется гипертоксичностью. Европейский союз и правительства ряда стран установили Допустимые верхние уровни потребления (ULS) для тех витаминов, токсичность которых подтверждена документально. Вероятность потребления слишком большого количества любого витамина из пищи невелика, но чрезмерное потребление (отравление витаминами) из пищевых добавок имеет место. В 2016 году 63 931 человек сообщили в Американскую ассоциацию токсикологических центров о передозировке всеми витаминными и мультивитаминными / минеральными препаратами, причём 72 % из этих случаев были у детей в возрасте до пяти лет. В США анализ национального исследования рациона питания и пищевых добавок показал, что около 7 % взрослых потребителей пищевых добавок превысили норму фолиевой кислоты, а 5 % людей старше 50 лет превысили норму витамина A.

## История

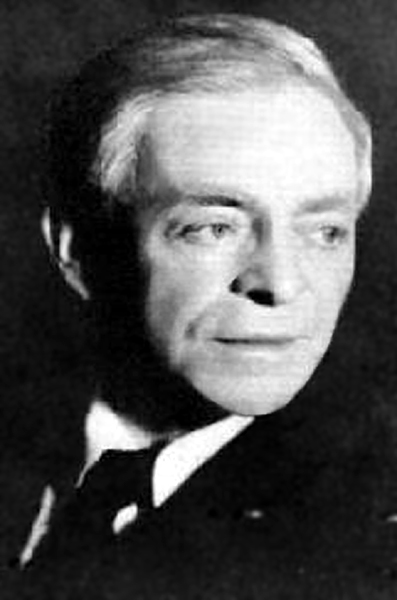
Казимир Функ — автор термина «витамин»

Важность некоторых видов еды для предотвращения определённых болезней была известна ещё в древности. Так, древние египтяне знали, что печень помогает от куриной слепоты (ныне известно, что куриная слепота может вызываться недостатком витамина A). В 1330 году в Пекине Ху Сыхуэй опубликовал трёхтомный труд «Важные принципы пищи и напитков», систематизировавший знания о терапевтической роли питания и утверждавший необходимость разнообразить рацион для поддержания здоровья.

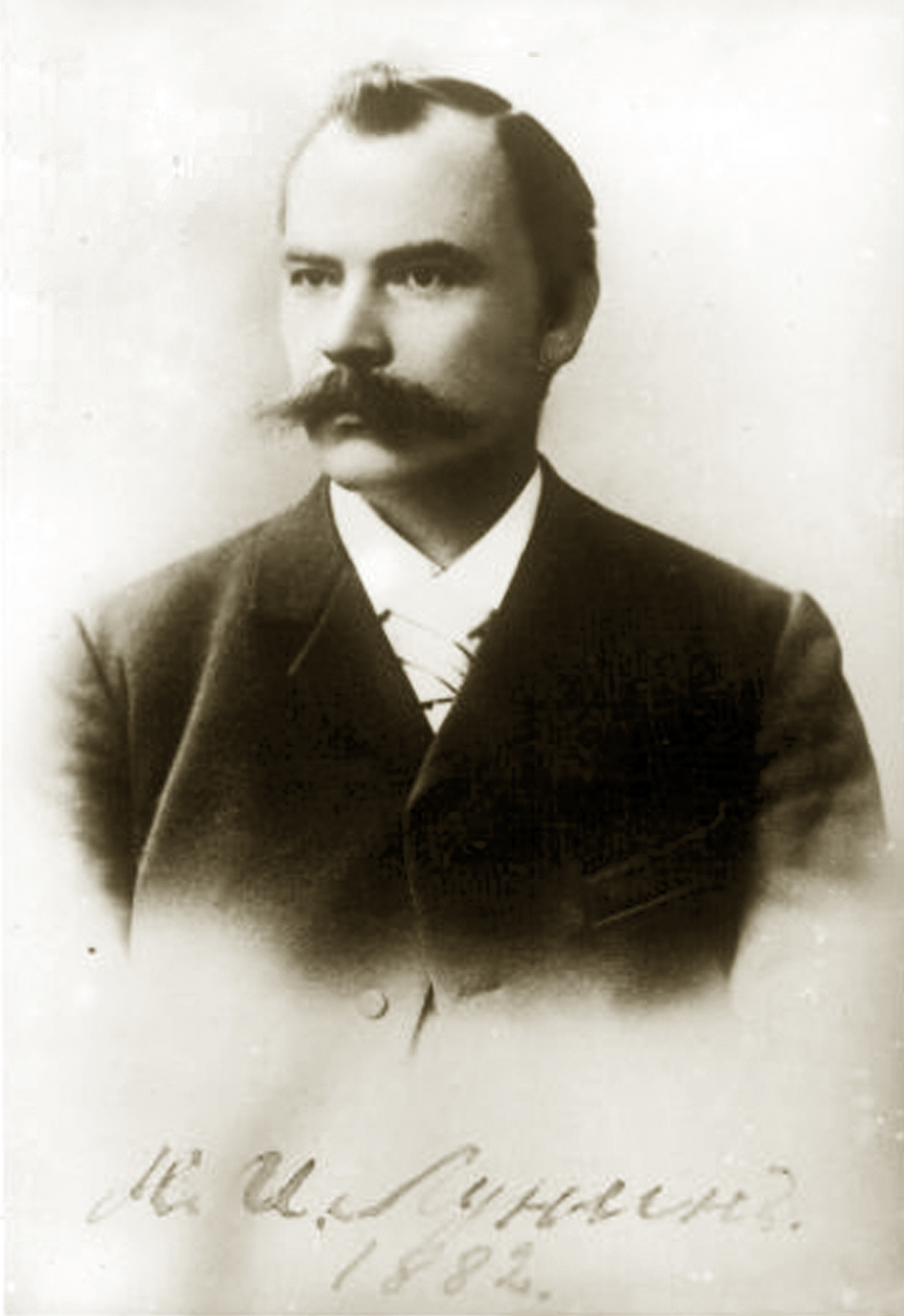
Лунин Николай Иванович — основоположник учения о витаминах

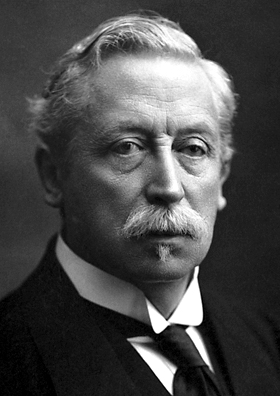
Христиан Эйкман — один из основателей учения о витаминах

В 1747 году шотландский врач Джеймс Линд, пребывая в длительном плавании, провёл своего рода эксперимент на больных матросах. Вводя в их рацион различные продукты, он открыл свойство фруктов предотвращать цингу. В 1753 году Линд опубликовал «Трактат о цинге», где предложил использовать фрукты для профилактики цинги. Однако эти взгляды получили признание не сразу. Тем не менее, Джеймс Кук на практике доказал роль растительной пищи в предотвращении цинги, введя в корабельный рацион капусту, солодовое сусло и подобие цитрусового сиропа. В итоге он не потерял от цинги ни одного матроса — неслыханное достижение для того времени. В 1795 году лимоны и другие цитрусовые стали стандартной добавкой к рациону британских моряков. Это послужило причиной появления крайне обидной клички для матросов — лимонник. Известны так называемые лимонные бунты: матросы выбрасывали за борт бочки с лимонным соком.
Истоки учения о витаминах заложены в исследованиях российского учёного Николая Ивановича Лунина. Он скармливал подопытным мышам по отдельности все известные элементы, из которых состоит молоко: сахар, белки, жиры, углеводы. Мыши погибли. В сентябре 1880 года при защите своей докторской диссертации Лунин утверждал, что для сохранения жизни животного, помимо белков, жиров, углеводов и воды, необходимы ещё и другие, дополнительные вещества. Придавая им большое значение, Лунин писал: «Обнаружить эти вещества и изучить их значение в питании было бы исследованием, представляющим большой интерес». Вывод Лунина был принят в штыки научным сообществом, так как другие учёные не смогли воспроизвести его результаты. Одна из причин была в том, что Лунин в своих опытах использовал тростниковый сахар, в то время как другие исследователи использовали молочный — плохо очищенный и содержащий некоторое количество витамина B.
В 1895 году В. В. Пашутин пришёл к выводу, что цинга является одной из форм голодания и развивается от недостатка в пище какого-то органического вещества, создаваемого растениями, но не синтезируемого организмом человека. Автор отметил, что это вещество не является источником энергии, но необходимо организму и что при его отсутствии нарушаются ферментативные процессы, что приводит к развитию цинги. Тем самым В. В. Пашутин предсказал некоторые основные свойства витамина C.
В последующие годы накапливались данные, свидетельствующие о существовании витаминов. Так, в 1889 году голландский врач Христиан Эйкман обнаружил, что куры при питании варёным белым рисом заболевают бери-бери, а при добавлении в пищу рисовых отрубей — излечиваются. Роль неочищенного риса в предотвращении бери-бери у людей открыта в 1905 году Уильямом Флетчером. В 1906 году Фредерик Хопкинс предположил, что помимо белков, жиров и углеводов пища содержит ещё какие-то вещества, необходимые для человеческого организма, которые он назвал «accessory food factors». Последний шаг был сделан в 1911 году польским учёным Казимиром Функом, работавшим в Лондоне. Он выделил кристаллический препарат, небольшое количество которого излечивало бери-бери. Препарат был назван «Витамайн» (Vitamine), от лат. vita — «жизнь» и англ. amine — «амин», азотсодержащее соединение. Функ высказал предположение, что и другие болезни — цинга, пеллагра, рахит — тоже могут вызываться недостатком определённых веществ.
В 1920 году Джек Сесиль Драммонд предложил убрать «e» из слова «Vitamine», потому что недавно открытый витамин C не содержал аминового компонента. Так «витамайны» стали «витаминами».
В 1923 году доктором Гленом Кингом было установлено химическое строение витамина C, а в 1928 году доктор и биохимик Альберт Сент-Дьёрди впервые выделил витамин C, назвав его гексуроновой кислотой. Уже в 1933 швейцарские исследователи синтезировали идентичную витамину C столь хорошо известную аскорбиновую кислоту.
В 1929 году Хопкинс и Эйкман за открытие витаминов получили Нобелевскую премию, а Лунин и Функ — не получили. Лунин стал педиатром, и его роль в открытии витаминов была надолго забыта. В 1934 году в Ленинграде состоялась Первая всесоюзная конференция по витаминам, на которую Лунин (ленинградец) не был приглашён.
В 1910-х, 1920-х и 1930-х годах были открыты и другие витамины. В 1940-х годах было расшифровано химическое строение витаминов.
Последний ныне известный витамин B12 открыт в 1948 году.
| Год открытия | Витамин                           | Выделен из            |
| ------------ | --------------------------------- | --------------------- |
| 1913         | Витамин A (ретинол)               | Жир рыбьей печени     |
| 1918         | Витамин D (эрго-/холекальциферол) | Жир рыбьей печени     |
| 1920         | Витамин B2 (рибофлавин)           | Яйца                  |
| 1922         | Витамин E (Токоферол)             | Масло ростков пшеницы |
| 1926         | Витамин B12 (кобаламин)           | Печень                |
| 1926         | Витамин B1 (тиамин)               | Рисовые отруби        |
| 1929         | Витамин K (филлохинон)            | Люцерна               |
| 1931         | Витамин B5 (пантотеновая кислота) | Печень                |
| 1931         | Витамин B7 (биотин)               | Печень                |
| 1931         | Витамин C (аскорбиновая кислота)  | Лимон                 |
| 1934         | Витамин B6 (пиридоксин)           | Рисовые отруби        |
| 1936         | Витамин B3 (ниацин)               | Печень                |
| 1941         | Витамин B9 (фолиевая кислота)     | Печень                |

### Нобелевские премии за исследования витаминов
Нобелевская премия по химии за 1928 год была присуждена Адольфу Виндаусу «за его исследования строения стеролов и их связи с витаминами», первому человеку, получившему награду, в которой упоминались витамины, хотя речь не шла конкретно о витамине D.
Нобелевская премия по физиологии и медицине за 1929 год была присуждена Кристиану Эйкману и Фредерику Гоуленду Хопкинсу за их вклад в открытие витаминов. Тридцатью пятью годами ранее Эйкман наблюдал, что у цыплят, которых кормили полированным белым рисом, развились неврологические симптомы, аналогичные тем, которые наблюдались у военных моряков и солдат, которых кормили рисовой диетой, и что симптомы исчезли, когда цыплят перевели на цельнозерновой рис. Он назвал это «фактором против авитаминоза», который позже был идентифицирован как витамин B1, тиамин.
В 1930 году Пол Каррер выяснил правильную структуру бета-каротина, основного предшественника витамина A, и определил другие каротиноиды. Каррер и Норман Хаворт подтвердили открытие Альбертом Сент-Дьердем аскорбиновой кислоты и внесли значительный вклад в химию флавинов, что привело к идентификации лактофлавина. За свои исследования каротиноидов, флавинов и витаминов A и B2 они оба получили Нобелевскую премию по химии в 1937 году.
В 1931 году Альберт Сент-Дьерди и его коллега-исследователь Джозеф Свирбели заподозрили, что «гексуроновая кислота» на самом деле является витамином C, и дали образец Чарльзу Глену Кингу, который доказал его антикоагулянтную активность в своем давно зарекомендовавшем себя тесте на скорбутизм морских свинок. В 1937 году Сент-Дьерди был удостоен Нобелевской премии по физиологии и медицине за своё открытие. В 1943 году Эдвард Адельберт Дуази и Хенрик Дам были удостоены Нобелевской премии по физиологии и медицине за открытие витамина K и его химической структуры.
В 1938 году Ричард Кун был удостоен Нобелевской премии по химии за работу над каротиноидами и витаминами, в частности B2 и B6.
Пять человек были удостоены Нобелевской премии за прямые и косвенные исследования витамина B12: Джордж Уиппл, Джордж Майнот и Уильям П. Мерфи (1934), Александр Р. Тодд (1957) и Дороти Ходжкин (1964).
В 1967 году Джордж Уолд, Рагнар Гранит и Халдан Кеффер Хартлайн были удостоены Нобелевской премии по физиологии и медицине «… за открытия, касающиеся первичных физиологических и химических зрительных процессов в глазу». Вклад Уолда заключался в раскрытии роли витамина A в этом процессе.

### Большие дозы витамина C

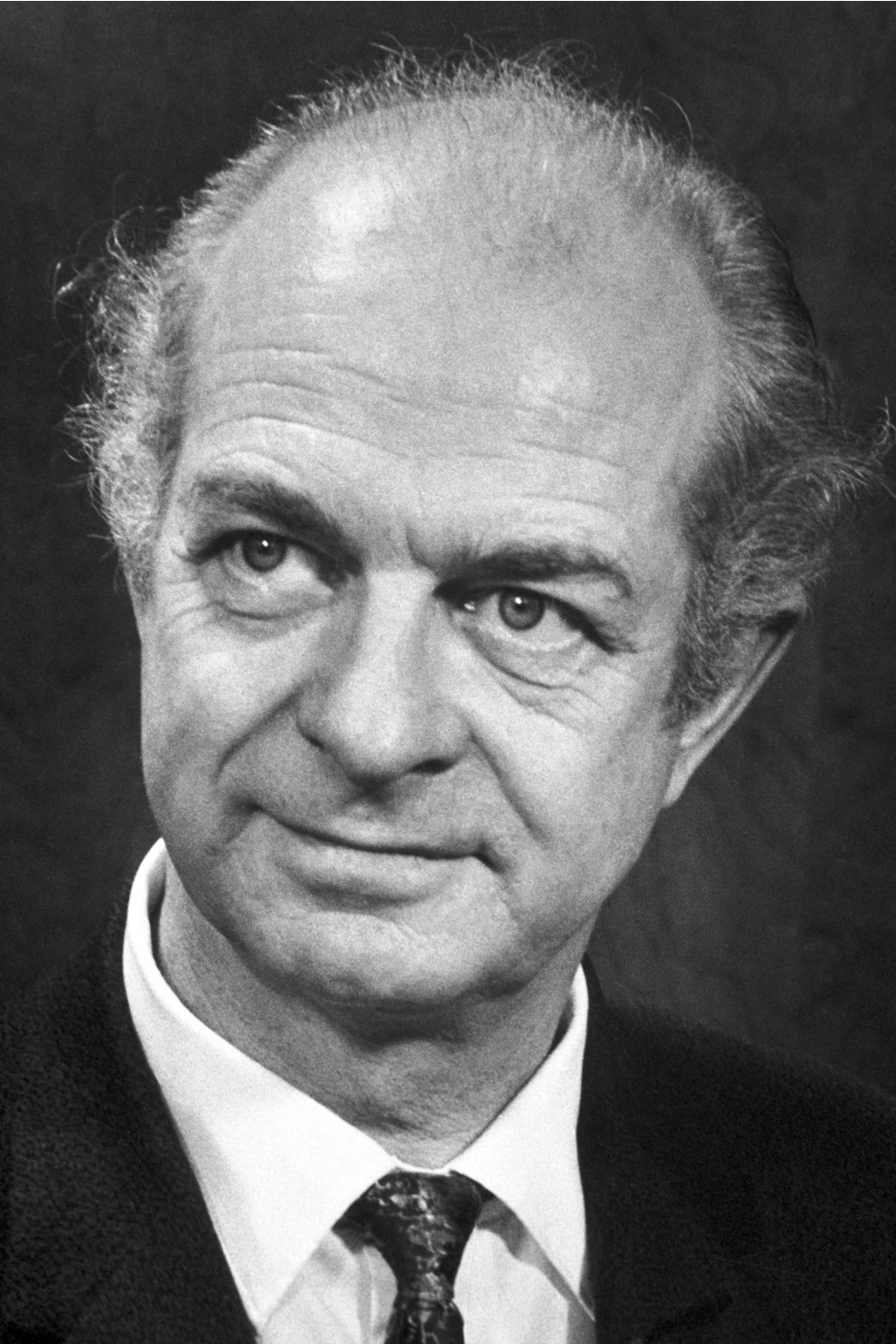
Лайнус Полинг

В 1970 году Лайнус Полинг, дважды лауреат Нобелевской премии — по химии 1954 г. и премии мира 1962 г., выпустил монографию «Витамин C и простуда» (англ. Vitamin C and the Common Cold), в которой на собственном опыте утверждал об эффективности больших доз витамина C в лечении ОРЗ. (Полинг, будучи болен одним из видов нефрита, был вынужден придерживаться жёсткой диеты и наверняка страдал от недостатка витаминов, ему витаминная терапия действительно помогла.)
Оформленная в виде книги статья Полинга стала бестселлером и к 1973 году переиздавалась дважды. В 1971 году он опубликовал новую статью о лечении рака витамином C. Научные журналы, как правило, отказывались публиковать его статьи о витаминах, как не выдерживающие критики, и, будучи активным и авторитетным общественным деятелем, он распространял свои идеи через СМИ. В результате моды на витамины спрос на них был столь велик, что вызвал дефицит витаминных препаратов. Ныне это рынок объёмом в десятки миллиардов долларов.
Научные исследования, проводимые с 1940-х годов (задолго до книг Полинга), продемонстрировали отсутствие лечебного эффекта витаминов как при простуде и раке, так и прочих заболеваниях, кроме вызванных авитаминозами. Даже сотрудники основанного им Института Лайнуса Полинга не обнаружили значимых лечебного и профилактического эффектов больших доз витамина C.
В исследованиях, проведённых в XXI веке по принципам доказательной медицины, польза применения витамина C для лечения простудных заболеваний также не подтвердилась, выявлены только небольшой профилактический эффект при стрессовых нагрузках и уменьшение симптомов. По состоянию на 2017 год при лечении рака результаты применения витамина C не отличались от плацебо, хотя по данным 2015 года в некоторых исследованиях повышалось качество жизни больных за счёт снижения токсикоза.
В 2015 году одна исследовательская группа обнаружила фатальное избирательное воздействие большой дозы витамина C на культивированные раковые клетки прямой кишки человека с двумя мутациями (KRAS или BRAF), а также на раковые клетки мышей с такими же мутациями. У этих раковых клеток дегидроаскорбат (окисленная форма витамина C) нарушал усвоение глюкозы и вызывал их гибель. Раковые клетки с мутацией KRAS встречаются у 40 %, а с BRAF — у 10 % больных раком прямой кишки.

## Названия и классификация витаминов
Витамины условно обозначаются буквами латинского алфавита: A, B, C, D, E, K. Причина, по которой набор витаминов переходит непосредственно из E в K, заключается в том, что витамины, соответствующие буквам F-J, со временем были либо переклассифицированы, отброшены как ложные выводы, либо переименованы из-за их связи с витамином B, который стал комплексом витаминов. Современные названия витаминов приняты в 1956 году Комиссией по номенклатуре биохимической секции Международного союза по теоретической и прикладной химии (IUPAC).
Для некоторых витаминов установлено также определённое сходство физических свойств и физиологического действия на организм.
До настоящего времени классификация витаминов строилась, исходя из растворимости их в воде или жирах. Поэтому первую группу составляли водорастворимые витамины C и вся группа B, а вторую — жирорастворимые витамины (липовитамины) A, D, E, K. Однако ещё в 1942—1943 годах академик А. В. Палладин синтезировал водорастворимый аналог витамина K — менадион. А за последнее время получены водорастворимые препараты аналогов других витаминов этой группы. Таким образом, деление витаминов на водо- и жирорастворимые до некоторой степени теряет своё значение.
| Буквенное обозначение (устаревшие — в скобках)                                                            | Химическое название согласно международной номенклатуре (другие названия — в скобках)          | Растворимость (Ж — жирорастворимый В — водорастворимый) | Последствия авитаминоза, физиологическая роль | Верхний допустимый уровень | Суточная потребность |
| --- | ---------------------------------------------------------------------------------------------- | ------------------------------------------------------- | --- | -------------------------- | --- |
| A, A1 A2                                                                                                  | Ретинол (аксерофтол, противоксерофтальмический витамин) Дегидроретинол                         | Ж                                                       | Куриная слепота, ксерофтальмия | 3000 мкг                   | 900 (взрослые), 400—1000 (дети) мкг рет. экв. |
| B1 | Тиамин (аневрин, антиневритный)                                                                | В                                                       | Бери-бери, синдром Гайе — Вернике | Не установлен              | 1,5 мг |
| B2 | Рибофлавин                                                                                     | В                                                       | Арибофлавиноз | Не установлен              | 1,8 мг |
| B3 (PP)                                                                                                   | никотинамид (никотиновая кислота, ниацинамид, противопеллагрический витамин)                   | В                                                       | Пеллагра | 60 мг                      | 20 мг |
| B5 | Пантотеновая кислота и её соли, в частности, кальция пантотенат                                | В                                                       | Боли в суставах, выпадение волос, судороги конечностей, параличи, ослабление зрения и памяти.                                                               | Не установлен              | 5 мг |
| B6 | Пиридоксин (адермин)                                                                           | В                                                       | Анемия, головные боли, утомляемость, дерматиты и др. кожные заболевания, кожа лимонно-жёлтого оттенка, нарушения аппетита, внимания, памяти, работы сосудов | 25 мг                      | 2 мг, 1,7 мг |
| B7 (H) | Биотин (антисеборрейный фактор, фактор W, кожный фактор, коэнзим R, фактор X)                  | В                                                       | Поражения кожи, исчезновение аппетита, тошнота, отечность языка, мышечные боли, вялость, депрессия                                                          | Не установлен              | 50 мкг, 40 мкг |
| B9 (Bc, M)                                                                                                | Фолиевая кислота (фолацин) и её соли − фолаты                                                  | В                                                       | Фолиево-дефицитная анемия, нарушения в развитии спинальной трубки у эмбриона                                                                                | 1000 мкг                   | 330 мкг для взрослых, 600 для беременных, 500 для кормящих |
| B12 | Цианокобаламин (антианемический)                                                               | В                                                       | Пернициозная анемия | не установлен              | 3 мкг, 5 мкг |
| C | Аскорбиновая кислота (противоцинговый (антискорбутный) витамин)                                | В                                                       | Цинга (лат. scorbutus — цинга), кровоточивость десен, носовые кровотечения                                                                                  | 2000 мг                    | 90 мг, 110 мг |
| D, D1 D2 D3 D4 D5                                                                                         | Ламистерол Эргокальциферол (кальциферол) Холекальциферол Дигидротахистерол 7-дигидротахистерол | Ж                                                       | Рахит, остеомаляция | 50 мкг                     | 10-15 мкг(В случае, если витамин D не вырабатывается в коже (например, зимой в северных странах). В случае, если в коже синтезируется достаточно витамина D, потребность в витамине D поступающем с пищей может уменьшаться вплоть до нуля) |
| E | α-, β-, γ-токоферолы                                                                           | Ж                                                       | Нервно-мышечные нарушения: спинально-мозжечковая атаксия (атаксия Фридрейха), миопатии. Анемия.                                                             | 300 мг ток. экв.           | 15 мг ток. экв., 13 мг |
| K, K1 K2                                                                                                  | Филлохинон Фарнохинон                                                                          | Ж                                                       | Гипокоагуляция | Не установлен              | 120 мкг, 70 мкг |
| Следующие вещества ранее считались или были кандидатами в витамины, но в настоящее время не являются ими. |                                                                                                |                                                         | |                            | |
| (B4) | Холин                                                                                          | В                                                       | Предшественник нейромедиатора Ацетилхолина. При недостатке — отложения жира в печени, почечная недостаточность, кровотечения.                               | 20 г                       | 425-550 мг |
| (B8) | Инозитол (инозит, мезоинозит)                                                                  | В                                                       | Нет данных | Нет данных                 | Нет данных |
| (B10) | 4-Аминобензойная кислота (n-Аминобензойная кислота, Парааминобензойная кислота, ПАБ)           | В                                                       | Стимулирует выработку витаминов кишечной микрофлорой. | Нет данных                 | Не установлена |
| (B11, BT)                                                                                                 | Левокарнитин                                                                                   | В                                                       | Нарушения метаболических процессов | Нет данных                 | 300 мг |
| (B13) | Оротовая кислота                                                                               | В                                                       | Различные кожные заболевания (экзема, нейродермит, псориаз, ихтиоз)                                                                                         | Нет данных                 | 0,5-1,5 мг |
| (B15) | Пангамовая кислота                                                                             | В                                                       | Нет данных | Нет данных                 | 50-150 мг |
| (N) | Липоевая кислота, Тиоктовая кислота                                                            | Ж                                                       | Необходима для нормального функционирования печени | 75 мг                      | 30 мг |
| (P) | Биофлавоноиды, полифенолы (Рутин, Рутозид)                                                     | В                                                       | Ломкость капилляров | Нет данных                 | Нет данных |
| (U) | Метионин S-метилметионинсульфоний-хлорид                                                       | В                                                       | Противоязвенный фактор; витамин U (от лат. ulcus — язва) | Нет данных                 | Нет данных |
| Примечания 1. 2. 3. 4.                                                                                    |                                                                                                |                                                         | |                            | |

Как правило, суточная норма витаминов различается в зависимости от возраста, рода занятий, сезона года, пола, беременности и других факторов.

## Разложение витаминов при кулинарной обработке
Под воздействием факторов внешней среды — температуры, кислорода и других окислителей, света (особенно ультрафиолетового, в том числе в солнечном), кислот, щелочей и оснований — витамины разрушаются и теряют свою биологическую активность. По степени чувствительности различные витамины обладают разными свойствами, некоторые проявляют высокую устойчивость, другие быстро разрушаются. Это в первую очередь связано с тем, что витамины, в силу своего химического строения, являются высокоактивными соединениями, легко вступающими в химические реакции. С того момента, как молекула витамина появилась на свет естественным путём или с помощью химического синтеза, и до того момента, как она попадёт в организм, её судьба во многом зависит от условий хранения и переработки.
Главными факторами нестабильности витаминов являются:
1. Кислород воздуха.
2. Перекиси.
3. Влага.
4. pH среды.
5. Ионы металлов (железа, меди).
6. Солнечный свет.
7. Повышенная температура.
8. Микроорганизмы.
9. Ферменты.
10. Адсорбенты.

| Витамин | К свету | К окислению | К восстановлению | К нагреванию | К ионам металлов | К влажности | Оптимальная рН             |
| A       | В       | В           |                  | С            | С                | Н           | Нейтральная, слабощелочная |
| K3      | С       | Н           | С                | С            | В                | С           | Нейтральная, слабощелочная |
| B1      | Н       | С           | В                | В            | С                | С           | Слабокислая                |
| B2      | В       | Н           | С                |              | С                | Н           | Нейтральная                |
| B3      |         |             |                  | Н            |                  | Н           | Нейтральная                |
| B5      |         |             |                  | С            |                  | Н           | Нейтральная                |
| B6      | Н       |             |                  | Н            | С                | Н           | Кислая                     |
| B9      | С       | С           | С                | Н            | Н                | Н           | Нейтральная                |
| B12     | С       |             | С                | Н            | Н                |             | Нейтральная                |
| C       | Н       | В           | Н                | В            | В                | С           | Нейтральная, кислая        |
| D3      | В       | В           |                  | С            | С                | С           | Нейтральная, слабощелочная |
| E       | Н       | Н           |                  | С            | Н                | Н           | Нейтральная                |

В — высокочувствительный
С — чувствительный
Н — слабочувствительный
Из-за низкой устойчивости растворов витамина C, чтобы сохранить его в готовом блюде (супе), при приготовлении пищи продукты, его содержащие, рекомендуется класть в кипящую воду, а не в холодную.
Хотя термическая обработка разрушает некоторые витамины, она повышает доступность других витаминов, в частности, содержащихся в овощах, при этом имеет значение способ приготовления.

## Провитамины

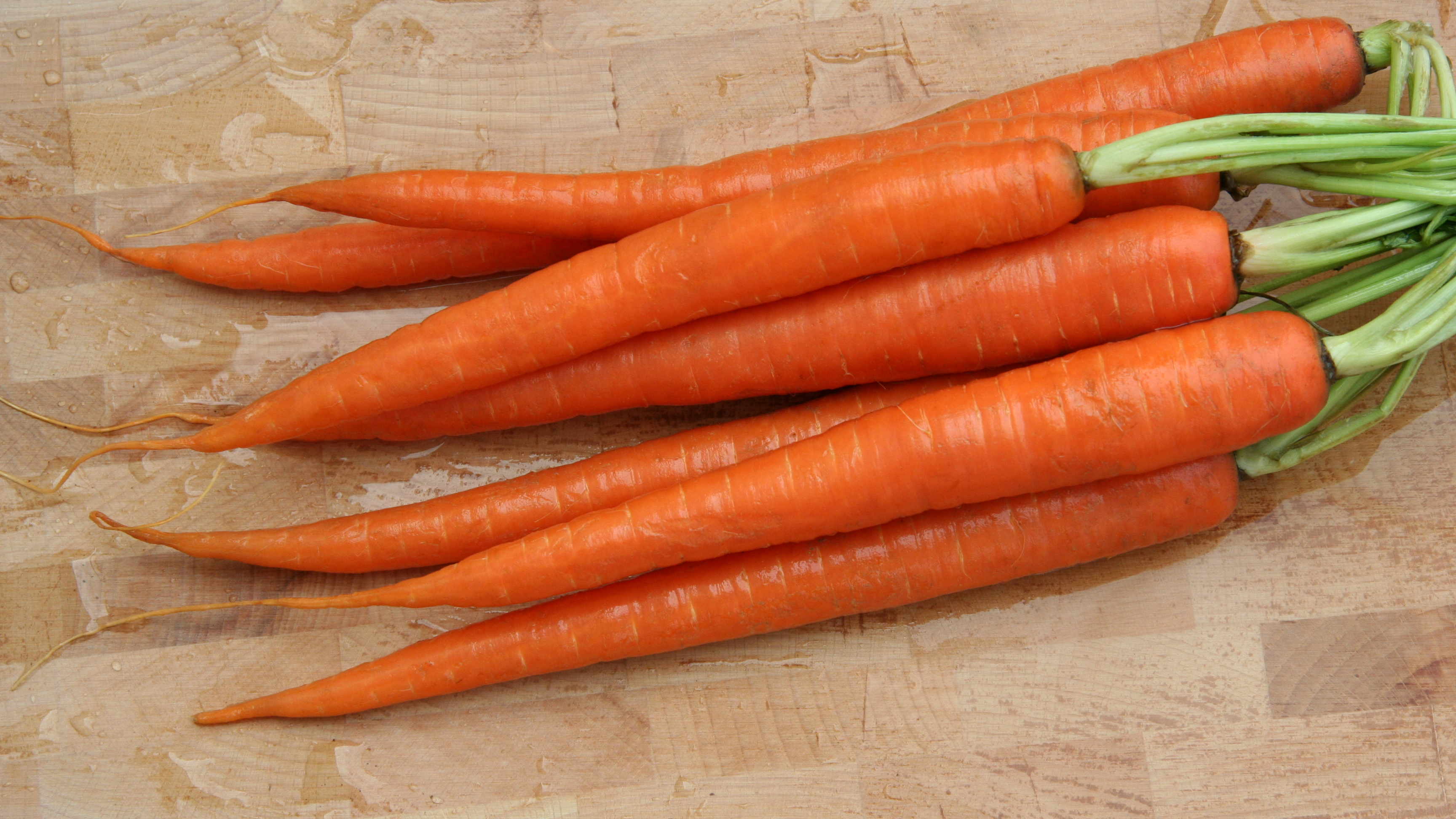
Морковь содержит провитамин A — β-каротин

Некоторые из витаминов попадают в организм в форме неактивных предшественников — провитаминов — и далее превращаются в активную форму. Так, например, витамин A не содержится в продуктах растительного происхождения, однако во многих тёмно-зелёных, ярко-красных, жёлтых и оранжевых овощах и фруктах есть много β-каротина — предшественника витамина A. При расчёте количества принятых витаминов учитывают не только источники самого витамина, но и источники провитамина.

## Антивитамины
Антивитамины — группа органических соединений, подавляющих биологическую активность витаминов. Это соединения, близкие к витаминам по химическому строению, но обладающие противоположным биологическим действием. При попадании в организм антивитамины включаются вместо витаминов в реакции обмена веществ и тормозят или нарушают их нормальное течение. Это ведёт к витаминной недостаточности даже в тех случаях, когда соответствующий витамин поступает с пищей в достаточном количестве или образуется в самом организме.
Например, антивитаминами витамина B1 (тиамина) являются пиритиамин и фермент тиаминаза, вызывающие явления полиневрита.
Развитие исследований в области химиотерапии, питания микроорганизмов, животных и человека, установление химической структуры витаминов создали реальные возможности для уточнения наших представлений об антагонизме веществ также в области витаминологии. Вместе с тем, открытие антивитаминов способствовало более полному и углублённому изучению физиологического действия самих витаминов, так как применение в эксперименте антивитамина приводит к выключению действия витамина и соответствующим изменениям в организме; это в известной степени расширяет наши познания о функциях, которые тот или другой витамин несёт в организме.
Антивитамины известны почти для всех витаминов. Их можно разделить на две основные группы:
- К первой группе относятся химические вещества, которые инактивируют витамин путём его расщепления, разрушения или связывания его молекул в неактивные формы.
- Ко второй группе относятся химические вещества, структурно подобные или структурно родственные витаминам. Эти вещества вытесняют витамины из биологически активных соединений и, таким образом, делают их неактивными. В результате действия антивитаминов обеих групп нарушается нормальное течение процесса обмена веществ в организме.

Никотинамид, амид никотиновой кислоты, одна из активных форм витамина PP. Входит в состав коферментов НАД+ и НАДФ+, которые участвуют в процессе переноса протонов многих биохимических окислительно-восстановительных реакциях, например, в окислении этанола до ацетальдегида в печени.
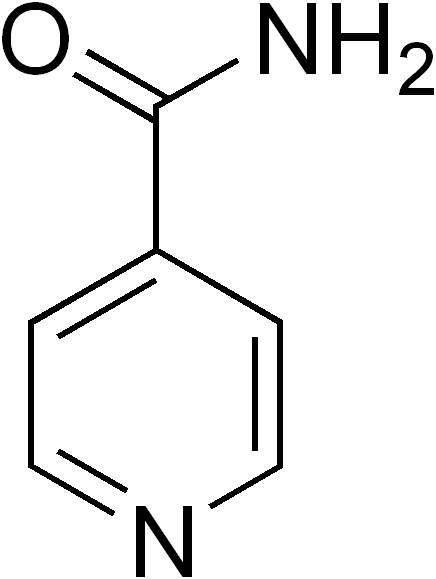
Изоникотинамид, амид изоникотиновой кислоты, несмотря на структурную схожесть с никотинамидом (витамин B3 или PP), проявляет ярко выраженное антивитаминное воздействие (подавляет физиологические эффекты витамина B3, и тем самым считается его антивитамином). Вследствие этого, он широко используется в синтезе гидразида изоникотиновой кислоты (ГИНК), который является противотуберкулёзным препаратом.

## Поливитамины

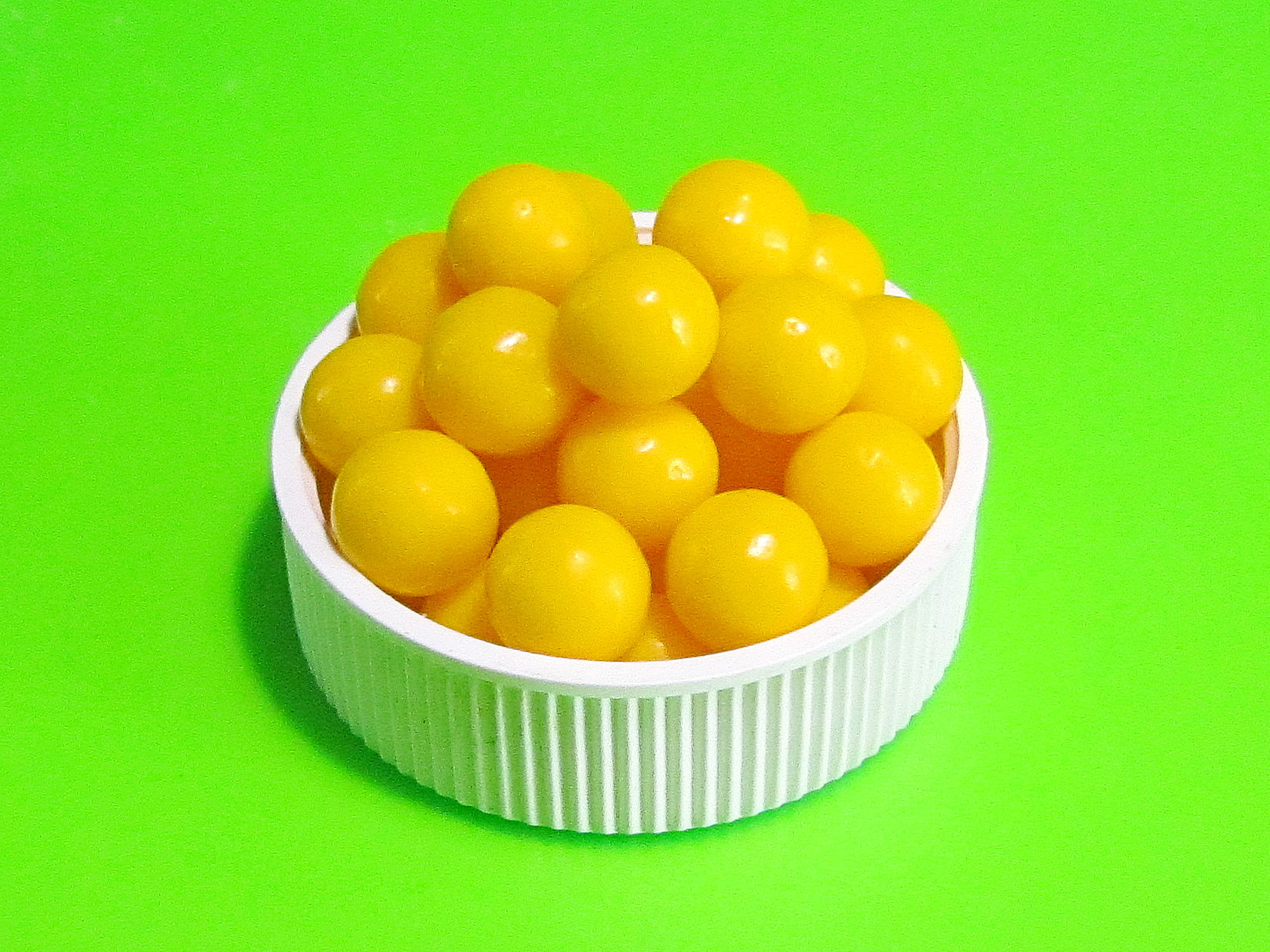
Ревит (Витамины A, B1, B2 и C)

Поливитаминные препараты — фармакологические препараты, содержащие в своём составе комплекс витаминов и минеральные соединения.
Поливитаминные препараты применяются как для профилактики и лечения гиповитаминозов, так и в комплексной терапии расстройств питания (гипотрофия, паратрофия).
Высокий уровень метаболизма у детей, не только поддерживающий жизнедеятельность, но и обеспечивающий рост и развитие детского организма, требует достаточного и регулярного поступления не только витаминов, но и макро- и микроэлементов. По мнению некоторых ученых, для российских детей и подростков, живущих в Западной Сибири, актуально применение витаминно-минеральных комплексов.
Только около половины поливитаминных препаратов соответствуют суточным нормам потребления витаминов, также часто состав поливитаминных препаратов отличается от написанного на упаковке.

## Применение витаминов
При авитаминозе и гиповитаминозе врач назначает витаминные препараты. Общие рекомендации:
- При недостатке витамина B9 (фолиевая кислота и фолаты) есть риск дефектов развития плода у беременных женщин. Исходя из этого, дополнение витамина B9 для беременных продвигается ЮНЕСКО и Всемирной организации здравоохранения[3].
- При больших физических нагрузках и длительных стрессах рекомендуется принимать витамин C (аскорбиновую кислоту)[3][42].
- В регионах с неблагоприятными климатическими условиями детям рекомендуются витаминно-минеральные комплексы[57].

По данным 2012 года, менее 10 % популяции подвержены гиповитаминозу (по витамину A — около 1 %). Подавляющему количеству людей витаминные препараты (равно и другие пищевые добавки) принимать не нужно и нежелательно.
Например, основным источником витамина D в организме человека является его образование в коже в процессе загара, но не поступление с пищей. Однако существуют мутации, из-за которых клетки кожи не способны вырабатывать витамин D даже при избытке солнечного света, таким людям нужна медикаментозная поддержка уровня этого витамина.
В то же время есть сведения об увеличении риска смертности у людей, больных раком и сердечными заболеваниями, и сокращении продолжительности жизни при дополнительном приёме определённых групп витаминов.
В частности, есть данные о том, что Витамин E за счёт антиоксидантных свойств поддерживает раковые клетки у мышей.
Восполнять недостаток витаминов предпочтительно из пищевых продуктов (фруктов, овощей), а не аптечными препаратами.
В большинстве случаев лучшим способом обеспечить организм витаминами и другими незаменимыми веществами является здоровый образ питания, основанный на выборе продуктов с наибольшей пищевой ценностью, в их наиболее натуральной форме и из разнообразных источников, хорошим примером являются орехи.